# Isomma robinsoni
Isomma robinsoni – gatunek ważki z rodziny gadziogłówkowatych (Gomphidae). Endemit Madagaskaru występujący we wschodniej części wyspy oraz na sąsiedniej wyspie Nosy Boraha (fr. Île Sainte-Marie).